# 兵庫県立姫路商業高等学校
兵庫県立姫路商業高等学校（ひょうごけんりつ ひめじしょうぎょうこうとうがっこう）は、兵庫県姫路市井ノ口にある公立商業高等学校。略称は「姫商」。

## 設置学科
- 商業科

ビジネスに係る基礎知識から専門的な知識や、学びたい科目や進路に応じて科目を選択できる総合選択制のもと、商業の学びを通して「生きる力」を育む学科。
- 情報科学科

商業高校でハードウェア技術などの工業を学べる全国でもめずらしい複合学科で、新しい時代に活躍するスペシャリストの育成を目指す。

## 沿革
1911年に開校した前身の商業学校は、新制高校に移行1年後に「高校三原則」のもとで兵庫県立姫路東高等学校に合併し同校の商業科となった。その後、第一次ベビーブームに伴う普通科増員への対応ならびに県内で起こった中等教育の公立商業学校復活の動きへの対応で、前身創立から50年となる1961年に新たに同校が現在地に開校した。したがって、在校生の回生については「新制○回」と称して旧制ならびに1949年3月に卒業した（旧）姫路商業高等学校1回生と区別されており、創立記念日も前身ではなく同校の開校式が行われた6月20日であるが、創立年季は姫路における公立中等商業教育の流れとして前身の開校した1911年から起算している。

### 旧制姫路商業学校→（旧）姫路商業高等学校→姫路東高等学校商業科
- 1911年
  - 1月23日 - 姫路市立姫路商業学校（乙種）設立認可。
  - 4月1日 - 姫路市北条口70番地に開校。
  - 5月10日 - 開校式。
- 1914年8月5日 - 姫路市福沢町字辻本184番地に移転。
- 1917年4月1日 - 甲種商業学校に昇格。
- 1931年4月1日 - 兵庫県に移管し、兵庫県立姫路商業学校と改称。
- 1948年4月1日 - 昭和22年、法律第26号により兵庫県立姫路商業高等学校と改称、姫路市立琴丘高等学校の校舎の一部に移転。
- 1949年
  - 4月8日 - 併設中学校の第3学年は居住地の商業科のある高等学校の第1学年に入学。
  - 4月15日 - 兵庫県立姫路東高等学校へ合併、第2･3学年は同校第2･3学年となる。

以後は兵庫県立姫路東高等学校を参照のこと

### 兵庫県立姫路商業高等学校
- 1960年
  - 5月20日 - 第5回教育委員会において兵庫県立姫路商業高等学校設置に関する議案が議決される。
  - 10月12日 - 地鎮祭ならびに起工式挙行。
  - 12月15日 - 兵庫県立姫路東高等学校内に開校事務所を開設。
  - 12月17日 - 兵庫県条例第67号附則をもって兵庫県立姫路商業高等学校は昭和36年4月1日に設置開校のことが告示される。
- 1961年
  - 4月1日 - 兵庫県立姫路西高等学校における仮校舎において開校。
  - 6月5日 - 姫路市井ノ口468番地に移転。
  - 6月20日 - 開校式挙行、この日を創立記念日とする。
- 1963年11月25日 - 校歌を制定（作詞:松井利男、作曲:秋月直胤）。
- 1965年
  - 2月10日 - 食堂竣工。
  - 6月15日 - 体育館竣工。
- 1969年8月21日 - プール竣工。
- 1973年3月31日 - 格技場竣工。
- 1978年12月16日 - 部室竣工。
- 1981年11月28日 - 創立70周年記念式典挙行。
- 1983年
  - 1月12日 - 姫商会館を県へ移管。
  - 4月1日 - 情報科学科2学級新設、商業科6学級となる。
  - 12月13日 - 情報科学棟竣工。
- 1990年11月24日 - 創立80周年記念式典挙行。
- 1996年7月10日 - 体育館竣工。
- 2000年11月11日 - 創立90周年記念式典挙行。
- 2010年11月3日 - 創立100周年記念式典挙行。
- 2020年 - 創立110周年。

## 生活綱領
- 自分で考え自分で行う人となろう。
- 創意工夫に生きる人となろう。
- 共に喜び生きる人となろう。

## クラブ活動
同校は商業教育の実績や国公立大学への進学実績に加え、部活動が盛んである。特に運動部は、例年全国大会への出場実績を挙げ、姫路近郊に限らず県内各地から中学生が進学してきている。中でも、陸上競技部、卓球部、少林寺拳法部、ソフトテニス部、体操競技部等が強く、少林寺拳法部女子は全国高等学校総合体育大会（インターハイ）では過去10年で5度の全国制覇を果たしている。

### 運動部
- 少林寺拳法部
- 陸上競技部
- 体操競技部
- ソフトテニス部
- ソフトボール部
- 卓球部
- 野球部
- バスケットボール部
- サッカー部
- バドミントン部
- 水泳部
- バレーボール部
- ゴルフ同好会

### 文化部
- 吹奏楽部
- ビジネス部（珠算・ワープロ・情報処理・簿記・地域創生・eスポーツ）
- 美術部
- 書道部
- 家庭科部
- 放送部
- メディア研究部
- バトントワリング部
- 茶道・華道部
- マンガアニメ同好会

## 著名な卒業生
- 長岡千里（女子ボブスレー選手・トリノ五輪出場）
- 上嶋亜友美（ソフトテニス・全日本チャンピオン、アジア競技大会、アジア選手権及び東アジア大会金メダリスト）
- 柿坪正義（元駐スイス大使、元国連大使）
- 黒田俊夫（元厚生省人口問題研究所所長、元日本人口学会会長）
- 小峰元（推理作家）
- YURIE(ジャズシンガー）
- 砂田晟弥（陸上選手）[2]

## 全商検定
- 全商簿記検定及び会計実務検定の兵庫県本部校である。